# 可変ノズルターボ

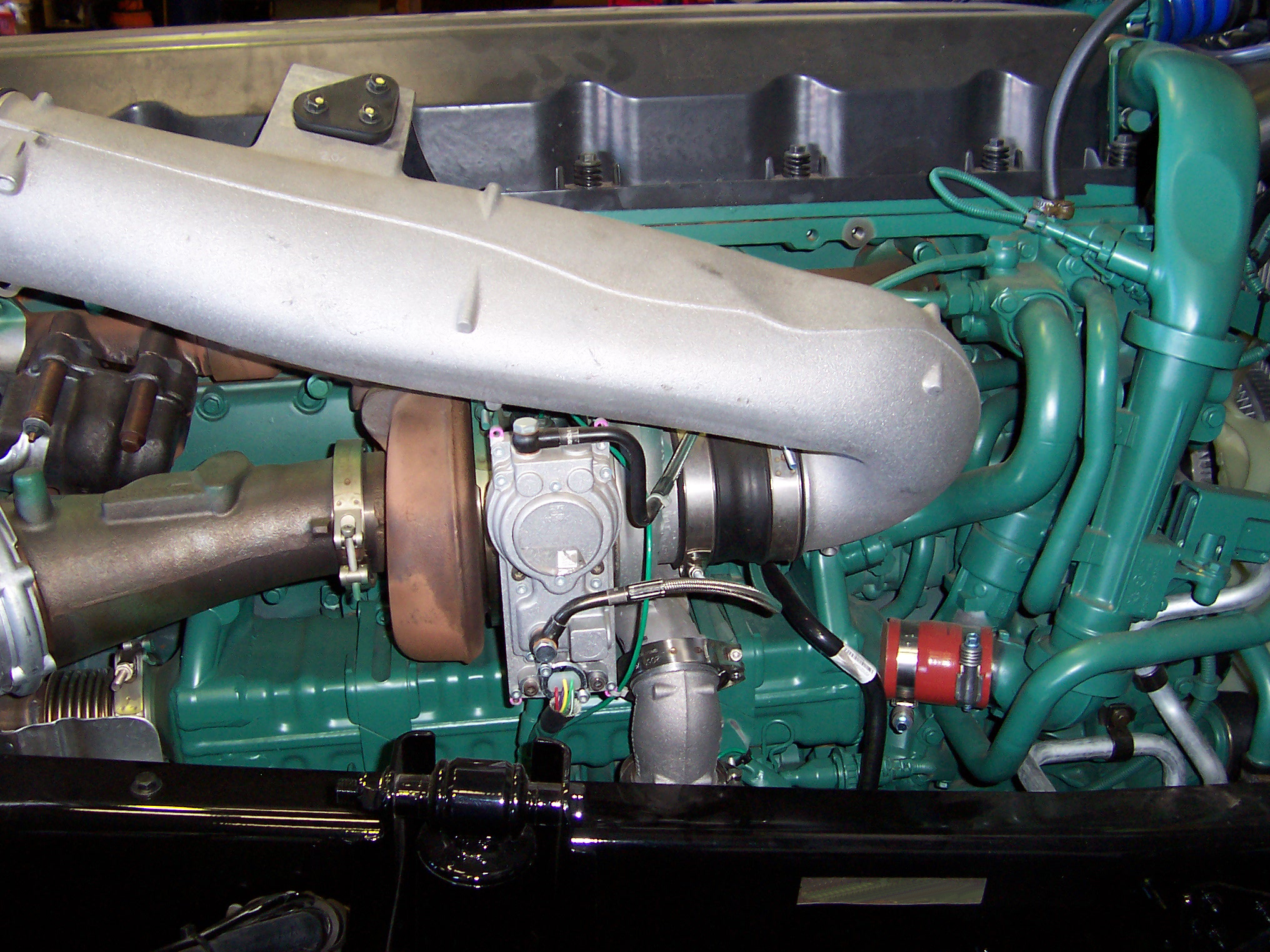
ボルボ・FMに搭載されたVGターボの外観

可変ノズルターボ（かへんノズルターボ、Variable Nozzle Turbo: VNT）とは、ターボチャージャーの一種で、エンジンの回転数に応じて排気タービンハウジング内の排気ガス通路面積を変化させることで、排気タービンブレードへの排気ガスの流速を制御し、過給効果を高めるものである。近年は排気側だけでなくコンプレッサー（吸気）側の空気の流量を制御できるVG（Variable Geometry）/VD（Variable Diffuser）ターボチャージャーも開発されている。
なおメーカーによって複数の名称や商標がある。
- 可変ノズルターボ（Variable Nozzle Turbo: VNT）：ハネウェルおよびギャレットの商標名。トヨタ自動車・日野自動車における名称。
- 可変容量ターボ・可変ジオメトリーターボ・VGターボ（Variable Geometry Turbo: VGT）：カミンズ・ターボテクノロジーシステム（旧ホルセット）、マツダ、三菱重工業（三菱自工・三菱ふそう）、現代自動車（ヒョンデ、ヒュンダイ）、スカニアにおける名称。ボルグワーナーとボッシュ・マーレ・ターボシステムズ、フォルクスワーゲンでは可変タービンジオメトリーからVTGとも略される。
- 可変ノズルベーン式ターボ（Variable Nozzle Vane Turbo）：UDトラックス（旧日産ディーゼル）における名称。
- 可変翼ターボ・VGSターボ（Variable Geometry System）：IHI製の機種やいすゞ自動車、日産自動車における名称。

上記の総称および略称として可変ターボと呼ばれることもある。

## 特徴

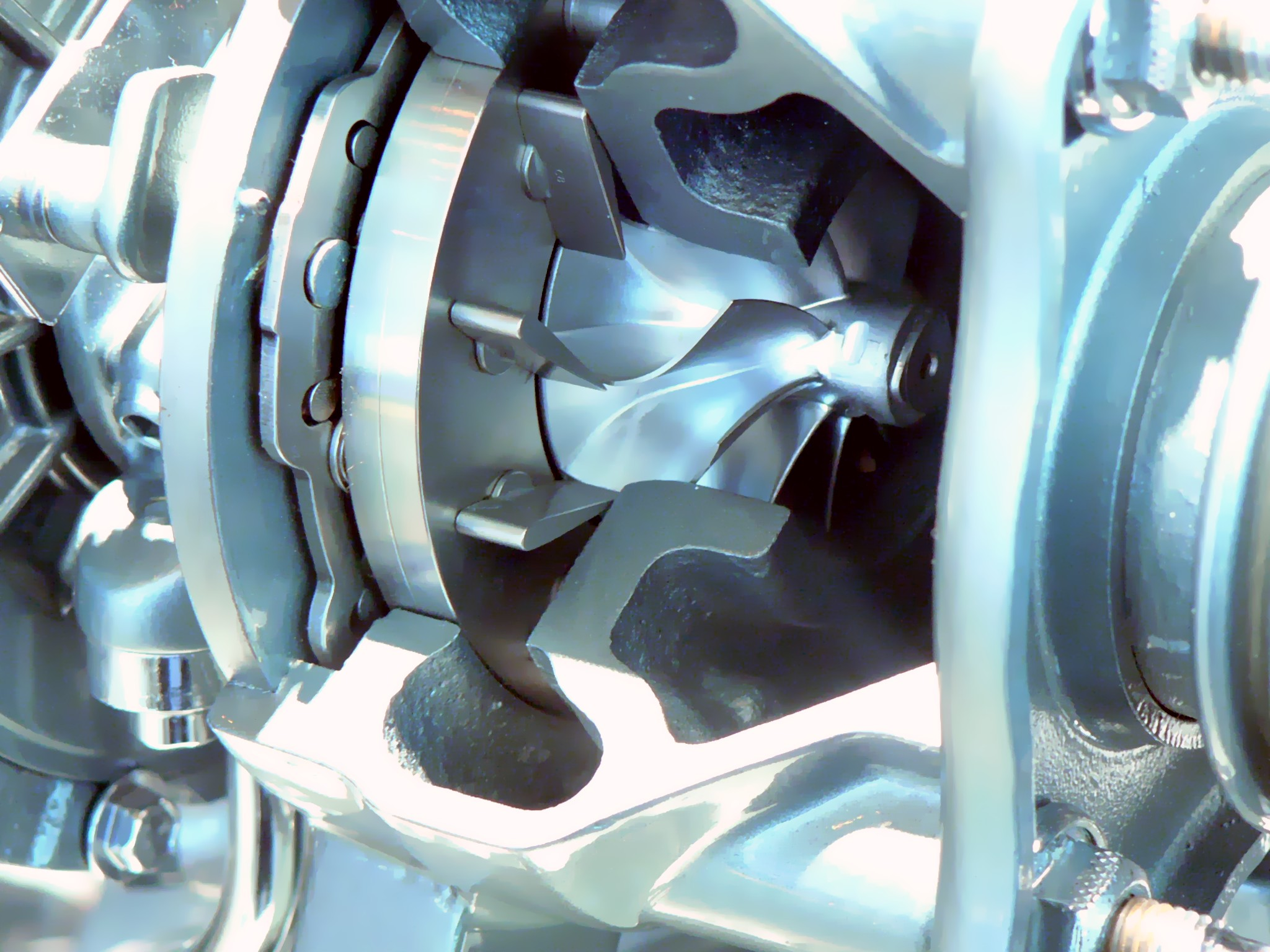
タービン外周に配置された開閉可能なノズルベーン

エンジンの回転数に応じてターボチャージャーのタービン側に装着したノズルベーンを次のように制御することで過給効率を上げ、最適な過給圧を発生させることが可能となる。
- 低回転の状態：開口面積を小さくすることで排気の流速を上げ、過給効率を高める。
- 高回転の状態：開口面積を大きくすることで抵抗を減らし、排気圧力を下げて損失を減らす。

ガソリンエンジンでの採用例としては、ホンダ・レジェンドの“ウィングターボ”のように4つのノズルベーンでタービンブレードへの排気ガス流速を制御したものや、アキュラ・RDXの“バリアブルフローターボ”のように吸入口を切り替える方式がある。前者から後者へ変更された理由には、ガソリンエンジンの場合は排気ガス温度がディーゼルエンジンに比べて高いため、可変ノズルベーンに耐熱性の高い材料を使用する必要があり、高コストになってしまうことがあげられる。なお2009年現在、ガソリンエンジンでタービン側に可変ノズルベーンを持つターボチャージャーを採用しているのはポルシェ・911シリーズのみである。
ディーゼルエンジンの場合はターボラグの間に燃料の噴射量を増すと酸素の量が部分的に不足するため粒子状物質（PM）が増加するが、可変ノズルターボを採用することで過給圧が短時間で立ち上がるため、排気ガス中のPMの抑制に寄与する。

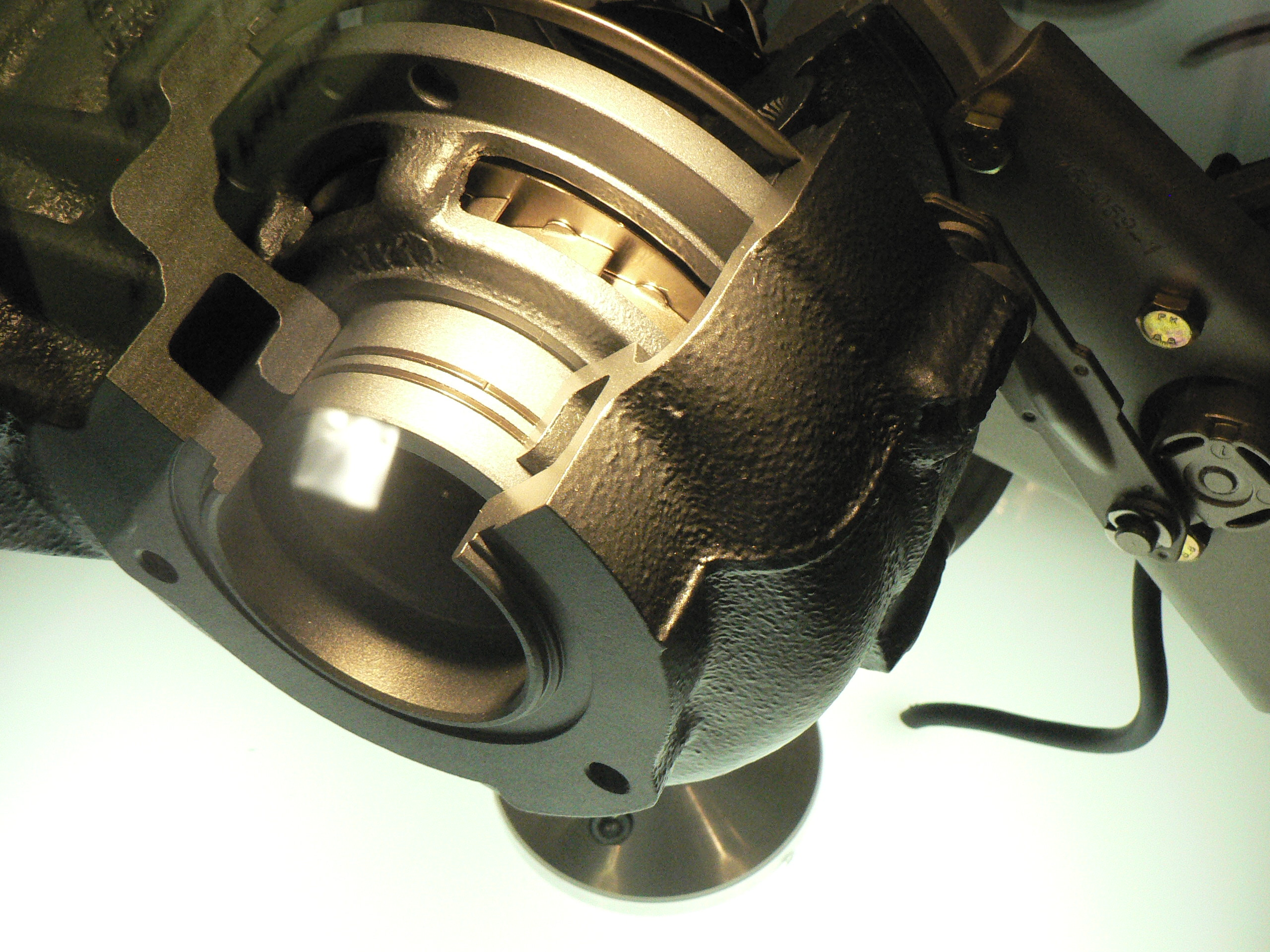
閉状態
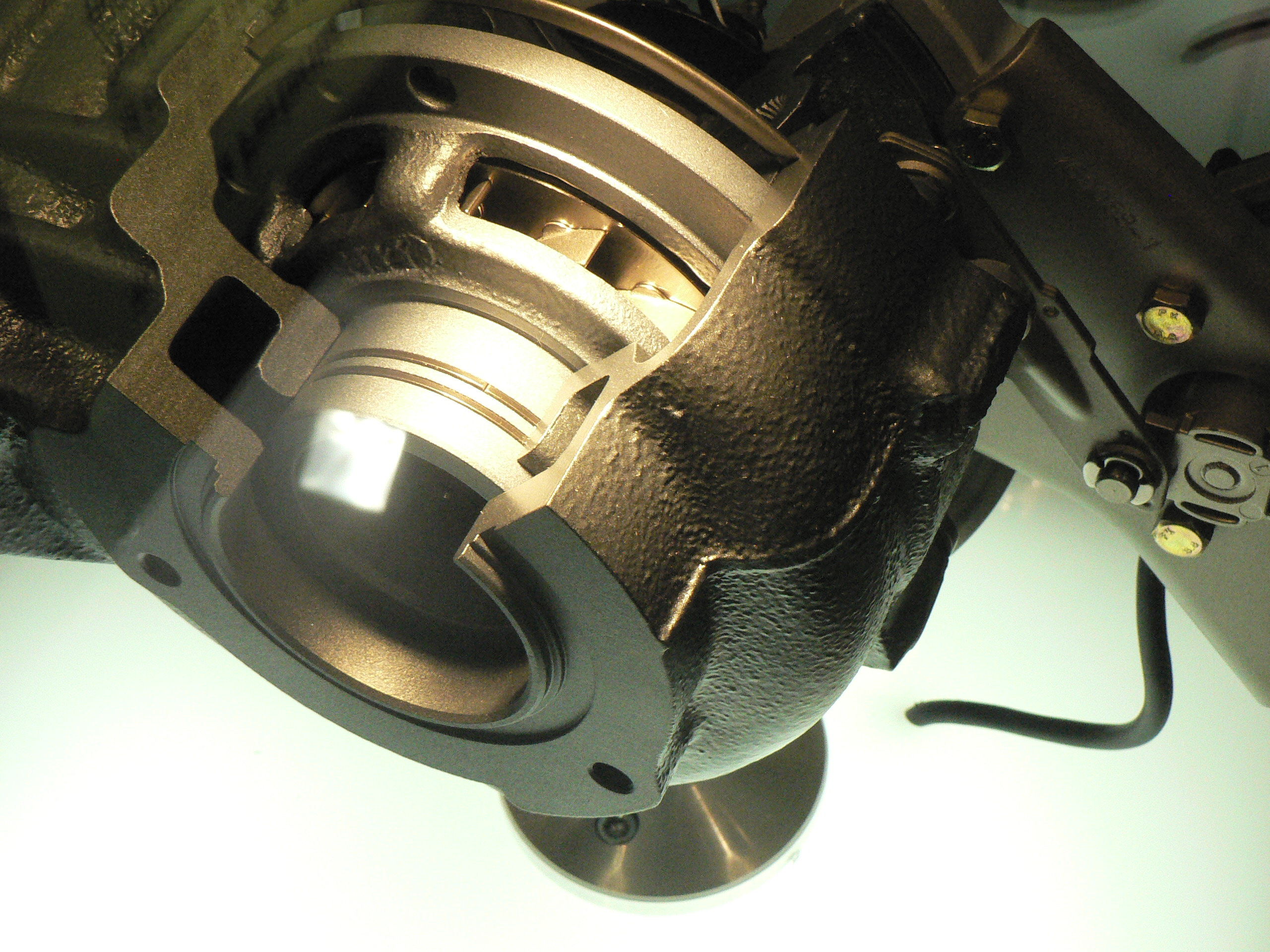
開状態

### 長所
- ターボラグが少なく、低回転からのレスポンスに優れる。
- 排気圧力を制御できるためウェイストゲートバルブが不要となる。
- ディーゼルエンジンにおいては排出ガス中の粒子状物質を減少させることができる。

### 短所
- 高コストとなる。
- 重量がかさみやすい。
- 電子制御化が難しい。

## 歴史
- 1983年 - 三菱ふそう・ザ・グレートの6D22(T1)エンジン搭載車にVGターボを採用。
- 1985年 - 日産・セドリック・グロリア（Y30）のVG20ET型エンジン搭載車にジェットターボを採用。
- 1986年 - いすゞ・810スーパーの6SD1-TCエンジンにVGSターボを採用。
- 1988年 - ホンダ・レジェンドのC20A型エンジン搭載車にウイングターボを採用。
- 1989年 - シェルビーCSX-VNTにギャレットVNT25型VGターボを採用。
- 1992年 - プジョー・405 T16にギャレットVAT25型VGターボを採用。
- 1996年 - 三菱ふそう・スーパーグレートの6D40(T3)エンジン搭載車にVGターボを採用。
- 2004年 - いすゞ・エルガの6HK1-TCCエンジン搭載車にVGSターボを採用。
- 2006年 - ポルシェ911ターボ（997）にボルグワーナー製VTGを採用。
- 2006年 - アキュラ・RDXのK23A型エンジン搭載車にバリアブルフローターボを採用。
- 2008年 - 三菱・パジェロの4M41エンジン搭載車（ディーゼル車）にVGターボを採用。
- 2010年 - 三菱ふそう・エアロスターの6M60エンジン搭載車にVGターボを採用。
- 2014年 - マツダ・デミオのSKYACTIV-D1.5搭載車にVGターボを採用[1]。

## 主な採用車種

### ガソリンエンジン車
- ポルシェ・911（997型のターボ、ターボカブリオレ、GT2に搭載）

### ディーゼルエンジン車

#### レーシングカー
- アウディ・R15+

#### 乗用車
- 三菱・パジェロ（4代目：4M41搭載車）
- アウディ・A4・A5（3.0TDI搭載車）
- ジープ・グランドチェロキー（メルセデス・ベンツOM642搭載車）
- マツダ・デミオ（4代目）、CX-3（いずれもSKYACTIV-D1.5：S5系搭載車）

- 三菱・4N14搭載車
  - 三菱・アウトランダー（欧州向け）
  - デリカD:5

- 日産・YD25搭載車
  - 日産・プレサージュ（初代）
  - NV350キャラバン（5代目）
- 日産・ZD30DDTi搭載車
  - 日産・サファリ（3代目）
  - テラノ（2代目）
  - テラノII（後期型）
  - エルグランド（初代）、キャラバン（4代目）

- トヨタ・1KD-FTV搭載車
  - トヨタ・ハイエース／レジアスエース（200系）
  - ハイラックスサーフ（3・4代目）
  - ランドクルーザープラド（90・120系））

- スバル・EE20搭載車
  - スバル・レガシィ/アウトバック
  - フォレスター
  - インプレッサ

- ホンダ・N22Aエンジン搭載車
  - ホンダ・アコード/ホンダ・アコードツアラー
  - ホンダ・FR-V
  - ホンダ・CR-V
  - ホンダ・シビック

- ヒョンデ/キア・D4EA(en:Hyundai D engine)搭載車
  - ヒュンダイ・サンタフェ(SM)
  - ヒュンダイ・ソナタ(NF)

#### トラック・バス
- 三菱ふそう・ザ・グレート
- 三菱ふそう・スーパーグレート（6R10アシンメトリックターボ車を除く）
- 三菱ふそう・ファイター
- 三菱ふそう・キャンター（7代目の4M42(T3)搭載車および8代目、OEM車の日産・NT450アトラス、UD・カゼットを含む）
- 三菱ふそう・エアロバス・エアロクィーン（2代目：MS86JP系）
- 三菱ふそう・エアロエース・エアロクィーン（MS9系、6R10アシンメトリックターボ車を除く）
- 三菱ふそう・エアロキング（MU66JS）
- 三菱ふそう・エアロミディMK（6M60(T2)搭載車）
- 三菱ふそう・エアロスター（2代目：MP3系の6M70(T1)、6M60(T2)搭載車、OEM車のUDトラックス・スペースランナーAを含む）
- 三菱ふそう・ローザ（4代目：4P10搭載車）
- 日野・プロフィア
- 日野・スーパードルフィンプロフィア（K13C(KT-II)・P11C搭載車）
- 日野・レンジャー、リエッセ、ポンチョ（J05D搭載車）
- 日野・デュトロ（N04C-T系およびN04C-U系搭載車、OEM車のトヨタ・ダイナ／トヨエースを含む）
- 日野・セレガ（2代目、統合車種のいすゞ・ガーラを含む）
- 日野・メルファ（9m車、統合車種のいすゞ・ガーラミオRR系を含む）
- 日野・ブルーリボンハイブリッド／日野・ブルーリボンシティ
- いすゞ・エルフ（4JJ1-TC系および4HK1-TC系搭載車、OEM車の日産・アトラス20、マツダ・タイタンを含む）
- いすゞ・810スーパー（6SD1-TC系搭載車）
- いすゞ・フォワード（4HK1-TC系、6HK1-TC系搭載車）
- いすゞ・ギガ（6UZ1搭載車）
- いすゞ・エルガ（初代の6HK1-TC系搭載車以降、統合車種の日野・ブルーリボン／ブルーリボンIIを含む）
- いすゞ・エルガミオ（4HK1-TC系・6HK1-TC系搭載車、統合車種の日野・レインボーIIを含む）
- UD・コンドル
- UD・クオン
- トヨタ・コースター（N04C-T系およびN04C-U系搭載車、OEM車の日野・リエッセIIを含む）
- 日産・シビリアン（W41系：ZD30DDTi搭載車、OEM車のいすゞ・ジャーニーを含む）
- 日産・アトラス（F24系：ZD30DDTi搭載車、OEM車のいすゞ・エルフ100、三菱ふそう・キャンターガッツ、ルノー・マキシティを含む）
- ボルボ・FH/FM
- メルセデス・ベンツ スプリンター

#### その他
- 10式戦車